# Rungia saranganensis
Rungia saranganensis är en akantusväxtart som beskrevs av Cornelis Eliza Bertus Bremekamp. Rungia saranganensis ingår i släktet Rungia och familjen akantusväxter. Inga underarter finns listade i Catalogue of Life.